# 1807 Словаччина
1807 Словаччина (1807 Slovakia) — астероїд головного поясу, відкритий 20 серпня 1971 року.
Тіссеранів параметр щодо Юпітера — 3,622.